# Киллигрю, Томас

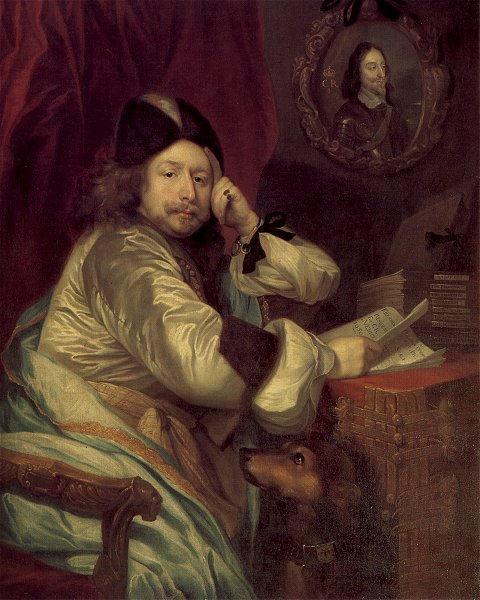
Томас Киллигрю, около 1650

Томас Киллигрю (англ. Thomas Killigrew; 7 [17] февраля 1612, Лондон — 19 [29] марта 1683, Лондон) — английский драматург, театральный деятель XVII века, владелец Королевского театра на Друри-лейн, основатель Королевской компании.

## Биография
Родился в семье придворного короля Англии Якова I. Был пажом при дворе короля Карла I, а затем компаньоном и камергером короля Карла II в его изгнании в Испании, Италии и Нидерландах. Во время своего изгнания в Нидерланды в 1655—1660 годах жил в Гааге и Маастрихте, женился на голландке, что дало ему голландское гражданство. Этот период ссылки драматурга задокументирован биографами, как «потерянные годы» Киллигрю.
Большой сторонник возрождения английских театров после Реставрации Стюартов. Одним из первых в январе 1661 года познакомил актрис с пьесами и был награждён премией. Получил королевский патент на открытие театра Друри-Лейн, ставшего одним из главных драматических театров британской столицы.
Считался остроумной и развратной фигурой при дворе английского короля Карла II.
В 1664 году издал сборник из девяти пьес, которые, как он утверждал, были созданы в девяти разных городах. Самым известным из них была «Свадьба пастора», которая, как считается, была заимствована из «La dama duende» (Дама-невидимка) Педро Кальдерона де ла Барка (1629) и, вероятно, написана в 1640 году. С. Пипс отметил в своём дневнике, что это была «бесстыдная штука».
Киллигрю также был одним из основателей первой театральной школы.

## Избранные произведения
- Узники (около 1632–1635, Лондон ; напечатано в 1641)
- Кларицилла (ок. 1636, Рим ; напечатано в 1641)
- Принцесса, или Любовь с первого взгляда (ок. 1636; Неаполь )
- Свадьба пастора (ок. 1637; Базель )
- Пилигрим (Париж)
- Белламира, её мечта или любовь теней (пьеса в двух частях; Венеция )
- Цицилия и Клоринда, или Любовь по оружию (пьеса в двух частях; Цицилия , ок. 1650, Турин ; Клоринда , 1651, Флоренция )
- Томасо, или Странник